# Oscar de Oliveira (arcebispo)
Dom Oscar de Oliveira (Entre Rios de Minas, 9 de janeiro de 1912 — Entre Rios de Minas, 25 de fevereiro de 1997) foi um bispo católico brasileiro. Foi o 11º bispo e o 3º arcebispo da Arquidiocese de Mariana.

## Formação
Dom Oscar de Oliveira nasceu em 9 de janeiro de 1912, na cidade mineira de Entre Rios de Minas. Filho do casal José Esteves de Oliveira e Judith Augusta Ferreira, Dom Oscar foi batizado em 28 de janeiro de 1912 na Matriz de Nossa Senhora das Brotas, em sua terra natal e crismado em 1915. Fez seus estudos primários no Grupo Escolar Ribeiro de Oliveira e, logo depois, seguiu para o Seminário de Mariana, onde ingressou no Seminário em 1925 e estudou até o terceiro ano de Teologia.
Em outubro de 1933, foi enviado pelo Arcebispo Dom Helvécio Gomes de Oliveira para Roma a fim de cursar Direito Canônico na Pontifícia Universidade Gregoriana. Passou, então a residir no Colégio Pio Latino-americano, aí permanecendo até ser inaugurado o Pontifício Colégio Pio Brasileiro, em 3 de abril de 1934. Foi assim, um dos alunos fundadores deste Colégio.
Doutorou-se em Direito Canônico em 1938, defendendo a tese "Os Dízimos Eclesiásticos do Brasil nos períodos da Colônia e do Império", merecendo summa cum laude. Tornou-se, assim, o primeiro doutor em Direito Canônico do Pio Brasileiro.

## Presbiterato
Foi ordenado padre em 1935, aos 23 anos de idade. Voltando ao Brasil, Dom Oscar foi lecionar no Seminário de Mariana em 1938. Foi professor nesta instituição de Direito Canônico, Patrologia, Apologética Especializada, História da Igreja. Em 2 de fevereiro de 1944 foi nomeado Cura da Sé, cargo que ocupou até sua eleição episcopal. Foi também, de 1945 a 1949, Diretor Arquidiocesano da Obra da Propagação da Fé.

## Episcopado

### Pouso Alegre
Em 1954, foi nomeado bispo titular de Irenópolis e bispo coadjutor de Dom Otávio Chagas de Miranda da Pouso Alegre e recebeu a ordenação episcopal das mãos de Dom Helvécio Gomes de Oliveira em solene celebração na Catedral de Mariana, aos 22 de agosto deste mesmo ano. Tomou posse em outubro de 1954 e exerceu intenso apostolado nesta diocese, visto que seu bispo titular se encontrava bastante enfermo. Angariou fundos para a construção da Catedral do Senhor Bom Jesus e adquiriu uma área onde pretendia construir um Seminário.

### Mariana
Em 14 de fevereiro de 1959 a Radio Vaticana anunciava a transferência de Dom Oscar para a Arquidiocese de Mariana na condição de arcebispo coadjutor e, posteriormente, administrador apostólico. Sua posse se deu no dia 3 de maio deste mesmo ano. Dom Oscar continuou como Administrador da Diocese de Pouso alegre, até a nomeação do sucessor de Dom Antônio Chagas de Miranda. No ano seguinte, com a morte de Dom Helvécio Gomes de Oliveira em 25 de abril de 1960, tornou-se o terceiro arcebispo metropolitano. de Mariana.
Exerceu intenso apostolado nesta arquidiocese até sua renúncia por limite de idade, em 1988. Fundou o Museu de Arte Sacra de Mariana em 1962, o Arquivo Eclesiástico da Arquidiocese de Mariana em 1965, o Museu da Música de Mariana em 1973 e o Museu do Livro de Mariana em 1987 (além da nova residência arquiepiscopal onde este último foi instalado), determinando a restauração do órgão da catedral de Mariana (lá instalado em 1753), reinaugurado em 1984.. Dom Oscar participou de três sessões do Concílio Vaticano II, entre 1963 e 1965, como Padre Conciliar.
Ao atingir a idade de 75 anos, encaminhou a Roma seu pedido de renúncia, que foi aceito em 6 de abril de 1988, quando então recebeu o título de arcebispo emérito. Passou a residir em sua terra natal, Entre Rios de Minas. Faleceu aos 85 anos de idade em sua cidade natal. Seus restos mortais se encontram sepultados na Cripta da Catedral de Mariana, reconstruída por ele.

## Brasão
- Descrição: Escudo eclesiástico cortado. O 1º de blau com uma rosa de argente abotoada de goles e apontada de sinopla; o 2º de sinopla com duas faixas ondadas de argente. O escudo está assente em tarja branca, na qual se encaixa o pálio branco com cruzetas de sable. O conjunto pousado sobre uma cruz trevolada, de dois traços, de ouro. O todo encimado pelo chapéu eclesiástico com seus cordões em cada flanco, terminados por dez borlas cada um, postas: 1, 2, 3 e 4 - tudo de verde, forrado de vermelho. Brocante sob a ponta da cruz um listel de blau com a legenda: IPSA DVCE, em letras de jalde.[18] 
.
- Interpretação: O escudo obedece às regras heráldicas para os eclesiásticos. No 1º, o campo de blau representa o firmamento celeste, sendo que este esmalte significa: justiça, serenidade, fortaleza, boa fama e nobreza; a rosa representa Nossa Senhora, a “Rosa Mística” invocada na Ladainha lauretana, sendo de (prata) simboliza a inocência, a castidade, a pureza e a eloqüência; o seu abotoamento de goles (vermelho) simboliza o fogo da caridade inflamada no coração do arcebispo pelo Divino Espírito Santo, bem como, valor e socorro aos necessitados. No 2º, o campo de sinopla (verde) simboliza as vastas terras do Estado de Minas Gerias e seu esmalte sinopla (verde) simboliza: esperança, liberdade, abundância, cortesia e amizade; as faixas ondadas representam os rios Camapuã e Brumado que dão nome à cidade natal do arcebipo; Entre Rios de Minas, sendo de argente (prata) tem osimbolismo deste metal, acima descrito. O pálio demonstra a dignidade arquiepiscopal. O lema: "Ela te conduz", retirado dos escritos de  São Bernardo :”Se ela, (Maria) te conduz, não te cansas” (Cf. BEOZZO, 2005, p. 496), expressa a confiança e a devoção filial devotada pelo arcebispo  à Virgem Maria, colocando toda a sua vida sacerdotal sob a proteção da Mãe de Deus.